# 春田純一
春田 純一（はるた じゅんいち、1955年3月17日 - ）は、日本の俳優。本名および旧芸名は春田 三三夫（）。
福岡県北九州市出身。身長175cm、体重69kg、血液型AB型。

## 来歴
『キイハンター』を観て千葉真一に憧れ、入学した高校を数か月で退学して上京。1970年1月に千葉が創設したばかりのジャパンアクションクラブ（JAC）に、ゼロ期生として入団。同年、入団した仲間には蒲原敏明・金田治・酒井努・山岡淳二・大葉健二・西本良治郎などがいた。とにかく練習がきつくて、最初はついていけなかったと述懐している。
初期はスタントマン・スーツアクターとして、千葉真一の主演作品で擬斗の相手や、特撮番組などに出演。1975年の『仁義の墓場』では渡哲也のボディダブルとして15メートルのダイビングを担当したが、当時では最も高い記録であった。千葉から芸名を春田 純一と命名され、1978年の『柳生一族の陰謀』の裏柳生衆・ハヤテで俳優のデビューを果たす。同作と1980年の『服部半蔵 影の軍団』では伊賀忍者・喜平次と、忍者役でそれぞれレギュラー出演し、千葉と共にアクロバッティクな殺陣を披露している。
1982年の『大戦隊ゴーグルファイブ』でスーパー戦隊シリーズ初のブラック戦士であるゴーグルブラック・黒田官平役を演じた。その次回作の『科学戦隊ダイナマン』でもダイナブラック・星川竜役を演じた。『ダイナマン』では前作とイメージを変えることを意識したという。春田の起用について、鈴木武幸は春田のアクションを評価していたことを挙げており、人気が出たことから『ダイナマン』でも続投することになったと証言している。
JACに所属しながら特撮・アクションのみならずつかこうへい劇団にも参加し、アクションスターから性格俳優へと転向、舞台・映画・テレビドラマに多数出演している。スタントマン時代からのシャープな動きは今でも健在。1996年に当時のJACメンバーが普通の演劇を演じるために作った演劇ユニット「スケアクロウズ」の中心人物でもある。
2003年、30年以上所属したジャパンアクションエンタープライズから、グランパパプロダクションへ移籍。2019年にはグランパパプロダクションから独立し、個人事務所・オフィスライスフィールド（春田純一事務所）を設立した。

## 人物
俳優業だけでなく、神戸三宮シアターエートーの名誉アンバサダーも務める。
趣味は、スキー・体操。特技は、乗馬、アクション、九州弁。

## エピソード
元々は俳優志望ではなく、スタントマンとして俳優を影で支えることに信念を持ち、初期は芝居をすることも恥ずかしくて嫌だと思っていた。しかし、次第にスタントマンが激しいアクションを演じても俳優ばかりが脚光を浴びることに疑問を感じ、アクションと芝居の両方をこなせる俳優を目指すようになった。
1985年から1986年に放送された『電撃戦隊チェンジマン』の剣飛竜 / チェンジドラゴン役の選考は難航し、適任者が見つからない場合は春田を起用する案もあった。これはチェンジマンが軍隊に所属していることから、変身前でも激しいアクションが要求されることによるものである。
スーパー戦隊シリーズには2008年の『炎神戦隊ゴーオンジャー BUNBUN!BANBAN!劇場BANG!!』で24年ぶりに出演。3年後の2011年の『ゴーカイジャー ゴセイジャー スーパー戦隊199ヒーロー大決戦』では28年ぶりに黒田官平役を演じた。同作には同じく春田が演じたダイナブラックも変身後の姿のみ登場しており、パンフレット掲載のインタビューでは「どうせなら星川竜もやりたかったけど、観る方が混乱しちゃうか（笑）」と語っている。

## 出演

### テレビ作品

#### テレビ映画

##### 春田三三夫名義
- 仮面ライダー（1971年 - 1973年、毎日放送） - 新1号などのトランポリン担当および戦闘員
- 太陽の恋人（1971年、NET）[3]
- 超人バロム・1（1972年、よみうりテレビ）[3]
- 人造人間キカイダー（1972年 - 1973年、NET）
- ロボット刑事（1973年、フジテレビ） - ロッカーマン、警官 他
- キカイダー01（1973年 - 1974年、NET）
- ザ・ボディガード（1974年、NET）
- アクマイザー3（1975年 - 1976年、NET） - ザビタン（代役）[14] 他
- 刑事くん 第四部 第26話「海の青さは明日の色」（1976年、TBS）
- 超神ビビューン（1976年 - 1977年、NET） - ビビューン[15][3]、体操部員 他
- 秘密戦隊ゴレンジャー（1976年 - 1977年、NET） - アカレンジャー（代役）[16]
- ジャッカー電撃隊（1977年、テレビ朝日） - スペードエース[3]、ビッグワン[17] 他
- 赤い絆 第25話「暗い海に叫ぶ老船員」（1977年、TBS）
- 透明ドリちゃん 第3話「涙のラーメン勝負」（1978年、テレビ朝日） - 黒崎ジュンジ
- スパイダーマン（1978年 - 1979年、東京12ch） [注釈 4]

##### 春田純一名義
- 柳生一族の陰謀（1978年 - 1979年、関西テレビ） - ハヤテ
- ザ・スーパーガール （1979年、東京12ch / 東映）
  - 第16話「裸で銃口の前に立て」
  - 第18話「女子大生の異常な体験」
  - 第26話「新探偵・売春組織の罠を暴け」
  - 第33話「人妻蒸発 裏切りの肌は燃えて」
  - 第34話「人妻告白 二人の夫を持つ女」
- メガロマン（1979年、フジテレビ）
  - 第13話「インベーダー大作戦」 - 黒星族兵士
  - 第23話「悪魔の手から脱出せよ」 - ジャン
- スーパー戦隊シリーズ（テレビ朝日）
  - バトルフィーバーJ 第36話「爆破された結婚式」（1979年） - 秋山五郎
  - 電子戦隊デンジマン 第40話「チャンピオンの敵」（1980年） - 岬達也
  - 太陽戦隊サンバルカン - バルイーグル（第3 - 10話）[18]
    - 第7話「野獣バッターと涙」（1981年） - 高瀬秀一
    - 第45話「銀河無敵の電気男」 - 第49話「女王最期の妖魔術」（1981年 - 1982年） - イナズマギンガー[19]

  - 大戦隊ゴーグルファイブ（1982年 - 1983年） - 黒田官平 / ゴーグルブラック[注釈 5]
  - 科学戦隊ダイナマン（1983年 - 1984年） - 星川竜 / ダイナブラック[注釈 5]
  - 獣電戦隊キョウリュウジャー（2013年） - 立風館源流
    - ブレイブ3「あれるぜ! ざんげきのブレイブ」
    - ブレイブ10「ザンダーッ! ゴールドふっかつ」
    - ブレイブ43「たましいのつるぎ! うなれストレイザー」
- 服部半蔵 影の軍団（1980年、関西テレビ） - 喜平次
- 太陽にほえろ! 第432話「スリ学入門」（1980年、日本テレビ）
- 柳生あばれ旅（テレビ朝日）
  - 第12話「月の出の女人斬り -舞坂-」（1980年） - 留吉
  - 第16話「狐火と剣の舞い -岡崎-」（1981年） - 四鬼の蜘蛛丸
- ザ・ハングマン（朝日放送）
  - 第27話「人質は糖尿病 救急ネズミ作戦」（1981年） - ガードマン
  - 第33話「団地妻を喰らうゴキブリ達」（1981年） - 中国人・陳
- 警視庁殺人課 第21話「女子大生殺人事件 死の標的」（1981年、テレビ朝日）
- 銭形平次
  - 第790話「平次軍団仕掛ける!」（1981年） - 玄次
  - 第885話「平次隠密軍団」（1984年） - 玄次
- 文吾捕物帳 第16話「乳房の別れ」（1982年、テレビ朝日）
- 水曜ロードショー 特別企画 / 素晴らしきサーカス野郎（1984年、日本テレビ）
- メタルヒーローシリーズ（テレビ朝日）
  - 巨獣特捜ジャスピオン（1985年 - 1986年） - マッドギャラン[注釈 5]
  - 超人機メタルダー 第25話「とびだせ! ジャック電撃応援団」・第26話「ぶっちぎり! 炎のジャック野郎」（1987年） - マスター
  - 世界忍者戦ジライヤ 第16話「風に泣くサイボーグ忍者! 風忍馬風破」（1988年） - 風忍・馬風破
  - 特救指令ソルブレイン 第8話「消えた強化スーツ」（1991年） - 笹本勝彦
  - 特捜エクシードラフト 第7話「隼人 指名手配!」・第8話「スペード最終作戦」（1992年） - 矢崎文三
- 風雲江戸城 怒涛の将軍徳川家光（1987年、テレビ東京）
- 太閤記（1987年、TBS） - 堀尾吉晴
- おもいっきり探偵団 覇悪怒組（1987年、フジテレビ） - 魔天郎
- 火曜サスペンス劇場（日本テレビ）
  - 松本清張スペシャル 渡された場面（1987年） - 鈴木進次郎
  - 刑事・鬼貫八郎18 真夜中の乗客（2005年） - 本庁の刑事
- 大忠臣蔵（1989年、テレビ東京） - 各務伝三郎
- 電脳警察サイバーコップ 第23話「最後の必殺技!! サイバニック・ウェーブ」（1989年、日本テレビ） - 李白龍
- 徳川無頼帳（1992年、テレビ東京）
  - 第16話「血風! 三兄弟・ニセ十兵衛現わる」
  - 第24話「鬼蜘蛛乱舞!命染めた廓街」

#### テレビドラマ

##### 春田三三夫名義（ドラマ）
- 太陽の恋人（1971年、NET）[3]
- 赤い絆 第25話「暗い海に叫ぶ老船員」（1977年、TBS）
- 透明ドリちゃん 第3話「涙のラーメン勝負」（1978年、テレビ朝日） - 黒崎ジュンジ

##### 春田純一名義（ドラマ）
- 土曜ワイド劇場（テレビ朝日）
  - 辻真先の婚約旅行殺人事件シリーズ2 瀬戸内海婚約旅行殺人事件（1986年）
  - 京都お見合いツアー殺人事件2（1998年） - 島田和夫
  - おばはん刑事!流石姫子（1998年） - 黒岩三郎
  - タクシードライバーの推理日誌
    - 10 黒いひまわりの女（1998年） - 関沢康夫
    - 15 二つの顔を持つ乗客（2001年） - 沢井誠
    - 32 殺人ツアーの乗客!!（2013年） - 飯塚雄三
    - 34 飛騨高山〜殺人スクープの女!!（2013年） - 飯田敦

  - おかしな二人 居眠り刑事とダメ出し検事の長崎思案橋殺人慕情（2002年） - 中尾正規
  - 火災調査官・紅蓮次郎（2003年） - 藤崎透
  - おかしな刑事 飛騨高山〜郡上八幡殺人ルート つぶれたタバコが暴いた殺意（2005年） - 倉田隆俊
  - 検事・朝日奈耀子4 医師&検事…2つの顔を持つ女（2006年） - 高瀬真也
  - 事件12（2006年） - 宗像哲男
  - 名奉行! 大岡越前 第2シリーズ第8話（2006年7月4日、テレビ朝日） - 今岡軍兵衛
  - 犬は見た（2008年） - 稲村耕治
  - 100の資格を持つ女〜ふたりのバツイチ殺人捜査〜（2008年） - 三浦佳彦
  - 瞳（2008年） - 泉谷邦男(児童相談所相談処遇課課長)
  - 警視庁電話指導官〜深川真理子の事件簿（2008年） - 窪田公明
  - 温泉㊙大作戦7 絶景雪景色!! 秘境の一軒宿と合掌造り、氷見の寒ブリ食べ尽くし（2009年） - 中野庄吉
  - 遺品の声を聴く男（2009年、朝日放送） - 田原信夫
  - 東京駅お忘れ物預り所3 寝台特急“北陸”〜裏切りの13番ホーム!!（2009年） - 伏見康之
  - 弁護士・森江春策の事件 殺人同窓会・すり替った友人の死体（2010年） - 東勇作
  - 愛と死の境界線（2011年）
  - 狩矢父娘シリーズ14 京都・華やかな密室殺人事件（2012年） - 松原昭彦
  - スペシャリスト - 衣笠哲哉
    - スペシャリスト（2013年）
    - スペシャリスト2（2014年）
    - スペシャリスト3（2015年）
    - スペシャリスト4（2015年）

  - 西村京太郎サスペンス 鉄道捜査官14（2014年） - 谷浜康雄
  - 監察官・羽生宗一 - 橋爪茂
    - 1 殺意の銃弾!!（2014年）
    - 2 刑事殺しに疑惑あり!? （2014年）
    - 3 留置場で疑惑の制圧死監視カメラの死角の真相を追う!!（2015年）
    - 4 謎の警官殺し!!（2016年）

  - 広域警察6（2015年、朝日放送） - 佐々木刑事課長 朝日放送
  - 西村京太郎トラベルミステリー64（2015年） - 木村警部補
  - 特捜セブン〜警視庁捜査一課7係（2016年） - 染谷吾郎
- 秋のシナリオ（1987年、日本テレビ）
- シリーズ・街 夢に見た日々（1989年、テレビ朝日・総合プロデュース）- 太田（米村洋子の元婚約者）
  - 第一回「河へ行くまで」（10月19日）
  - 第二回「本当のこと」（10月26日）
- 水曜グランドロマン / 弟よ!（1990年、日本テレビ）
- 売春捜査官マイルド（1990年、TBS）
- 眠れない夜をかぞえて（1992年、TBS） - 相部和士
- さすらい刑事旅情編V 第20話「仔猫と一緒に消えた少女・婚約者の嘘」（1993年、テレビ朝日）
- ドラマシティー'93 / 代紋〈エンブレム〉TAKE2（1993年、日本テレビ） - 石田一成
- 連続テレビ小説（NHK）
  - ええにょぼ（1993年） - 宇佐美潤
  - 瞳（2008年） - 泉谷課長
- 金曜エンタテイメント（フジテレビ）
  - サザエさん2（1993年）
  - 生保レディ刑事（1998年）
  - TEAM 3（2002年）
  - 指先でつむぐ愛（2006年） - 光成英雄
- 月曜ドラマスペシャル（TBS）
  - 美人秘書の秘密2（1993年）
  - 変装の達人!! 警部・鬼沢平吉のファイルE（1999年） - 小森四郎
  - Gメン'75スペシャル 帰って来た若獅子たち（2000年） - 小森四郎
- もう涙は見せない（1993年、フジテレビ） - 西田良樹
- 横浜心中（1994年、日本テレビ） - 小宮山敦
- 代紋〈エンブレム〉TAKE2 孤狼の章（1994年、日本テレビ） - 石田一成
- この愛に生きて（1994年、フジテレビ） - 室岡芳樹
- 私は貝になりたい（1994年、TBS） - 日高大尉
- 最高の片想い（1995年、フジテレビ） - 上尾敏典
- 花王ファミリースペシャル / 花嫁介添人がゆく6（1995年、フジテレビ）
- いつかまた逢える（1995年、フジテレビ）
- 愛していると言ってくれ（1995年、TBS） - 日野克彦
- ハートにS / マシーン -WILD HORSES-（1995年、フジテレビ）
- 冠婚葬祭部長（1996年、TBS） - 武田裕一
- セーラー服と吸血鬼（1996年、日本テレビ） - 主演・影山啓介
- 東京SEXバレンタインスペシャル（1996年、フジテレビ）
- ロングバケーション 第11話「神様のくれた結末」（1996年、フジテレビ）
- 刑事追う! 第19話「転落」（1996年、テレビ東京）
- はみだし刑事情熱系（テレビ朝日）
  - 第1シリーズ 第12話「殺人犯を愛した女」（1997年） - 神山洋一
  - 第6シリーズ 第23話「目撃者は白骨死体!? 元妻の涙に捧げる愛」（2002年） - 井下公一
- 海峡（1997年、NHK BS-2） - 林
- 大河ドラマ (NHK)
  - 毛利元就（1997年） - 冷泉隆豊
  - 功名が辻（2006年） - 羽柴秀長
  - 天地人（2009年） - 本間高統
  - 麒麟がくる（2020年） - 長井秀元
- 七人の女弁護士スペシャル 京都東山・美人デザイナー連続殺人!（1997年、テレビ朝日）
- Dの遺伝子 / はじめての…暗殺（1997年、フジテレビ） - 滝本衛
- 花王愛の劇場 (TBS)
  - 39歳の秋（1998年） - 大和田
  - 永遠の1/2（2000年） - 川島新一郎
  - スイーツドリーム 第1話（2006年） - 土屋富雄
- リング〜最終章〜 第10話「貞子復活」（1999年、フジテレビ）
- 傷だらけの女 第4話「死のマジック」（1999年、関西テレビ） - 井原雄二
- ラビリンス 第7話「7th door 私が、殺しました」（1999年、日本テレビ）
- ロマンス 第12話「愛 最後の審判」（1999年、日本テレビ）
- コワイ童話 / みにくいアヒルの子（1999年、TBS）
- 貯まる女 第7話「妹が風俗へ!? 宿敵・悪徳実業家に新たな魔の手が! 私が見た父と実業家の悲しい秘密」（2000年、テレビ東京）
- ショカツ 第5話「痛恨の捜査ミス!? 逃げた放火魔」、第6話「託児所ジャック!! 密室の16時間」（2000年、関西テレビ）
- 月曜ミステリー劇場（TBS）
  - Gメン'75スペシャル2 東京-北海道トリック殺人事件（2001年） - 小森四郎
  - 流れ星お銀!事件解決いたします2（2001年） - 腰山壮介
  - 狩矢警部シリーズ 京都華道家元殺人事件（2005年） - 本庄明正
- 私を旅館に連れてって 第11話「閉館」・第12話「奇跡を呼ぶ宿」（2001年、フジテレビ） - 神崎栄佑
- タスクフォース（2002年、BS-i）
- 薔薇の十字架 第5話「罪と罰のワナ」（2002年、フジテレビ）
- 女と愛とミステリー / 湯けむり殺人案内 なんにも専務の名推理（2003年、テレビ東京） - 岡林利幸
- 天罰屋くれない 闇の始末帖 第10話「さらば天罰屋! 炎に消えた涙の折り鶴!」（2003年、テレビ朝日）
- 世にも奇妙な物語 秋の特別編 / パーフェクトカップル（2003年、フジテレビ）
- 相棒（テレビ朝日）
  - 3rd season 第1 - 3話（2004年、テレビ朝日） - 沢村久重
  - season 14 第16話「右京の同級生」（2016年） - 野坂信一
- 新・京都迷宮案内2 第7シリーズ 第1話（2004年、テレビ朝日） - 塩尻悟
- 仮面ライダー剣（2004年、テレビ朝日） - 広瀬義人
- サラリーマン金太郎4（2004年、TBS） - 石垣啓六
- トキオ 父への伝言（2004年、NHK） - 柿沢巧（爪塚夢作男）
- おみやさん3 最終回（2004年、テレビ朝日） - 田村吾朗
- 忠臣蔵（2004年、テレビ朝日） - 小林平八郎
- 音のない青空（2005年、フジテレビ）
- 刑事部屋〜六本木おかしな捜査班〜（2005年、テレビ朝日） - 権藤壮介
- 渡る世間は鬼ばかり第7シリーズ 第39話 (2005年、TBS) - 借金取り 原口
- 水曜ミステリー9（テレビ東京）
  - 喝!! 芸者女将小春さん 向島・謎の血文字事件（2005年） - 鬼塚敏之
  - 松本清張特別企画・強き蟻（2006年）
  - 農家の嫁は弁護士! 神谷純子のふるさと事件簿2 リフォーム業者の裏の顔!（2006年） - 竹本保
  - 事件記者・浦上伸介5 超豪華! 春の伊勢志摩グルメツアー殺人事件（2007年） - 小暮清三
  - 署長たそがれ正治郎4 同窓会殺人事件（2007年） - 海老沢
  - さすらい署長・風間昭平7 つがる弘前城殺人事件（2007年） - 相原宏次郎
  - 港町人情ナース3 絶景富士山〜湯けむり地蔵殺人事件（2008年） - 徳永晋一郎
  - さすらい署長・風間昭平9 びわこ由美浜殺人事件（2012年）
  - 監察医・篠宮葉月11 死体は語る（2012年） - 山尾貴一朗
  - 介護ヘルパー紫雨子の事件簿（2012年） - 河野久之
  - 葬儀屋松子の事件簿3（2013年） - 山野大樹
  - 介護ヘルパー紫雨子の事件簿2 過去を捨てた男（2013年） - 河野久之
  - 捜査検事・近松茂道14 秘湯・乳頭温泉に消えた女（2013年） - 小坂勉
- 光抱く友よ（2006年、東海テレビ） - 井村
- 月曜ゴールデン（TBS）
  - 検事・沢木正夫2 公訴取消し（2006年） - 高槻警部
  - 弁護士 一之瀬凛子3（2010年） - 馬渕社長
  - 警視庁機動捜査隊216IV 孤独の叫び（2014年） - 熊谷修
  - 特別企画 全盲の僕が弁護士になった理由〜実話に基づく感動サスペンス!〜（2014年）
- 土曜プレミアム 秋のヒューマンミステリー / 死亡推定時刻（2006年、フジテレビ）
- 忠臣蔵 瑤泉院の陰謀（2007年、テレビ東京） - 高田郡兵衛
- 遠山の金さん 第4話「身代わり殺人の罠と情婦の涙!! 用心棒になった金さん!?」（2007年、テレビ朝日） - 稲葉主膳
- 孤独の賭け〜愛しき人よ〜（2007年、TBS） - 海江田太郎
- 八州廻り桑山十兵衛〜捕物控ぶらり旅 第6話「剣豪・千葉周作との激闘!! 十兵衛を愛した武家の女」（2007年、テレビ朝日） - 森本勘兵衛
- 肩ごしの恋人 Vol.5「彼の秘密私の事情」（2007年、TBS） - 横山豊
- 女帝 第5話「第2章!! 銀座No.1黒服VS復讐ホステスの罠…」・第6話「銀座No.1ホステス撃たれる!! 結婚サギの罠…」（2007年、テレビ朝日） - 高須
- 牛に願いを Love&Farm 第7話「星になった母さん」（2007年、フジテレビ） - 村上亮司
- 警視庁捜査ファイル〜さくら署の女たち 第8話「私が愛した殺し屋」（2007年、テレビ朝日） - 梶原公二
- 金曜プレステージ（フジテレビ）
  - 気象予報士・大沢富士子の事件ファイル（2007年） - 水巻健一
  - 第三の女（2011年）
  - 特別企画 悪女たちのメス episode2（2012年） - 天童医師
- 吉原炎上（2007年、テレビ朝日） - 柳沢正一
- SP（フジテレビ） - 室伏茂 
  - SP（2008年）
  - SPスペシャル（2011年）
- だいすき!!（2008年、TBS） - 戸川
- 幻十郎必殺剣 最終話「梅の花の約束」（2008年、テレビ東京） - 葛西六太夫
- スミレ16歳!! 第4話「オヤジvs組長」（2008年、BSフジ） - 桐生組組長
- 逃亡者 おりんスペシャル 紅蓮の巻（2008年） - 漢神
- おみやさん 第6シリーズ 第3話「西陣織殺人連鎖! 祇園町から丹後半島へ」（2008年、テレビ朝日） - 志村誠三
- SCANDAL（2008年、TBS） - 金沢
- 黒部の太陽（2009年、フジテレビ） - 倉松の父
- Lドラ / ママはニューハーフ（2009年、テレビ東京） - 沼田洋一郎
- 臨場 第8話「黒星」（2009年、テレビ朝日） - 国広輝久
- 官僚たちの夏（2009年、TBS） - 柏原通産省事務次官
- 結党!老人党（2009年、WOWOW）
- 夜光の階段（2009年、テレビ朝日） - 山本警部
- 交渉人〜THE NEGOTIATOR〜 第2シリーズ 第3話「二重誘拐!? 身代金1億を運ぶ女」（2009年、テレビ朝日） - 里吉文雄
- 隠蔽指令 第5話「最後のキャッチボール」（2009年、WOWOW） - 佐久間
- 筆談ホステス〜母と娘、愛と感動の25年。届け!わたしの心〜（2010年、毎日放送） - クラブの客
- 水戸黄門第41部 第4話「湯の里守れ! 美人女将 -箱根-」（2010年、TBS） - 庄野但馬
- 鬼平犯科帳スペシャル 高萩の捨五郎（2010年、フジテレビ） - 伝吉
- 忠臣蔵〜その男、大石内蔵助（2010年、テレビ朝日） - 小林平八郎
- 元泥・助川六郎のご町内防犯パトロール（2011年、フジテレビ）
- ホンボシ〜心理特捜事件簿〜 第7話「vs地検の女!! 女装殺人を仕組む頭脳の正体!?」（2011年、テレビ朝日） - 明石孝俊
- 悪党〜重犯罪捜査班 事案7「政治家殺し! チーム崩壊の序曲」（2011年、朝日放送） - 藤堂秀司
- BS時代劇 / 新選組血風録 第5回「池田屋異聞」（2011年、NHK BSプレミアム） - 宮部鼎蔵
- 遺留捜査 第10話「遺留品、紛失!!」・第11話「消えた遺留品」（2011年、テレビ朝日） - 田代刑事
- 科捜研の女（テレビ朝日）
  - SEASON 11 第2話「山肌に残された香り！奇妙な転落死体の謎!!」（2011年10月27日） - 辰巳哲夫
  - SEASON 19 第31話（2020年2月20日） - 後藤秀春
- 新・おみやさん 第3話（2012年、テレビ朝日） - 堀之内弘志
- 京都地検の女 第8シリーズ 最終話（2012年、テレビ朝日） - 真下勉
- 好好!キョンシーガール〜東京電視台戦記〜 第3話「キョンシーの花道〜演歌の心〜」（2012年、テレビ東京） - 井上プロデューサー
- 牙狼-GARO- 〜闇を照らす者〜 第2話「波 Gold wave」（2013年、テレビ東京） - 鷲頭正彦（魔導ホラー人間態）
- 大岡越前 第3話「白洲に咲いた母子草」（2013年、NHK BSプレミアム） - 重右ヱ門
- 悪霊病棟（2013年、毎日放送） - 隅川圭太
- おそろし〜三島屋変調百物語（2014年） - 喜兵衛
- 警視庁捜査一課9係 season9 最終話「運命殺人事件」（2014年、テレビ朝日） - 松川輝明
- SAKURA〜事件を聞く女〜 第1話「特命潜入! 婚活パーティーで殺人事件発生」（2014年、TBS） - 長谷川満
- プラチナエイジ（2015年、東海テレビ） - 速水純一
- テレビ東京開局50周年特別企画 松本清張 黒い画集-草-（2015年3月25日、テレビ東京） - 樫田幸則
- 僕らプレイボーイズ 熟年探偵社 第4話「急増! 初恋の人探し!」（2015年、テレビ東京） - 佐々木義則
- 歴史ミステリーロマン 幕末維新の謎を解け!（2016年、テレビ東京） - 山根昇
- 松本清張特別企画 喪失の儀礼（2016年、テレビ東京） - 小笠原守
- 土曜プライム ショカツの女12（2016年、朝日放送） - 金城哲夫
- ドラマスペシャル 検事の本懐（2016年、テレビ朝日） - 岩舘啓二
- 警視庁・捜査一課長 season2 第5話（2017年5月18日、テレビ朝日） - 村本幸人
- 再捜査刑事・片岡悠介10（2017年7月2日、テレビ朝日） - 飯塚泰敏
- ウツボカズラの夢（2017年、東海テレビ） - 斉藤幸司
- 月曜名作劇場 西村京太郎サスペンス 十津川警部シリーズ4 「愛と裏切りの伯備線」（2017年10月16日、TBS） - 須藤警部
- いつまでも白い羽根（2018年4月7日 - 5月26日、東海テレビ・フジテレビ） - 木崎信吾
- 日曜プライム 終着駅シリーズ32（2018年4月22日、テレビ朝日） - 藤波孝治
- BS時代劇 小吉の女房2 第6話「小吉、贋金づくりの友になる」（2021年、NHK BSプレミアム） - 後藤三右衛門
- いりびと-異邦人-（2021年、WOWOW） - 有吉喜一 役

#### 情報・バラエティ
- 情報スタジアム 4時!キャッチ（サンテレビ、2019年 - 2020年） - 木曜コーナーレギュラー
- 俳優 春田純一の職人旅[11]（サンテレビ、2020年10月 - 2021年3月）

### 映画

#### 春田三三夫名義（映画）
- やくざ刑事（1970年、東映）[3]
- 殺人拳シリーズ（東映）
  - 激突! 殺人拳（1974年）
  - 殺人拳2（1974年） - 太田黒の配下C
  - 逆襲! 殺人拳（1974年） - 剣琢磨(演:千葉真一)が化けた機動隊員
- 少林寺拳法（1975年、東映）
- けんか空手シリーズ（東映）
  - けんか空手 極真拳（1975年）
  - 空手バカ一代（1977年） - 具志堅
- 子連れ殺人拳（1976年、東映） - 死神二郎
- 脱走遊戯（1976年、東映）
- 激殺! 邪道拳（1977年、シネシンク=ピチャイ・フィルム） - 五神打B

#### 春田純一名義（映画）
- 真田幸村の謀略（1979年、東映） - 赤蜘蛛
- スーパー戦隊シリーズ（東映）
  - 大戦隊ゴーグルファイブ（1982年） - 黒田官平 / ゴーグルブラック
  - 科学戦隊ダイナマン（1983年） - 星川竜 / ダイナブラック
  - 炎神戦隊ゴーオンジャー BUNBUN!BANBAN!劇場BANG!!（2008年） - 獅子之進
  - ゴーカイジャー ゴセイジャー スーパー戦隊199ヒーロー大決戦（2011年） - 黒田官平
- 伊賀野カバ丸（1983年、東映）
- コータローまかりとおる!（1984年、東映） - 土屋
- リング・リング・リング 涙のチャンピオンベルト（1993年、東映）
- 薔薇ホテル（1996年、ゼリアス） - 吉岡
- 真夜中まで（1999年、東北新社） - 佐久間
- ナースのお仕事 ザ・ムービー（2002年、東宝） - 長谷川刑事
- 宣戦布告（2002年、東映） - 国枝清二
- プレイガール（2003年、東映ビデオ） - 前島
- いつかA列車に乗って（2003年、シネマクロッキオ） - 岐部
- 劇場版・ナニワ金融道 灰原勝負! 起死回生のおとしまえ!!（2005年、アートポート） - 長友
- 亡国のイージス（2005年、日本ヘラルド映画=松竹） - 国土交通大臣
- 同じ月を見ている（2005年、東映）
- 変身（2005年、日本出版販売）
- 男たちの大和/YAMATO（2005年、東映）
- ベロニカは死ぬことにした（2006年、角川映画=エンジェル・シネマ）
- 花田少年史 幽霊と秘密のトンネル（2006年、松竹）
- 寝ずの番（2006年、角川ヘラルド映画） - タクシー運転手
- ハチミツとクローバー（2006年、アスミック・エース） - 刑事
- オーバーヒート 輝きの先に（2007年、シネマパラダイス）
- 茶々 天涯の貴妃（2007年、東映） - 豊臣家武将
- 次郎長三国志（2008年、角川映画） - 江尻の大熊
- 空へ-救いの翼 RESCUE WINGS-（2008年、角川映画） - 早稲田繁夫
- 旭山動物園物語 ペンギンが空をとぶ（2009年、角川映画） - 旭川市職員
- ロストクライム -閃光-（2010年、角川映画）
- SP THE MOTION PICTURE 2部作（2010年・2011年、東宝） - 室伏茂
- セデック・バレ 第一部 太陽旗／第二部 虹の橋（2011年、果子映画） - 江川博道 ※台湾映画
- ラーメン侍（2012年、ティ・ジョイ） - 甲子雄
- 渾身 KON-SHIN（2013年、松竹） - 佐々木良一
- 青木ヶ原（2013年、アークエンタテインメント）
- 別れた女房の恋人（2016年、オムロ） - 真人
- 誘惑は嵐の夜に（2016年、レジェンド・ピクチャーズ） - 謙三
- 昭和最強高校伝 國士参上!!（2016年、オールインエンタテインメント）
- アイアンガール FINAL WARS　―　2019年2月16日、道明寺博士役
- 輝け星くず（2024年、ノブ・ピクチャーズ）[20]

### オリジナルビデオ
- バイオセラピー（1986年、日活） - 主演
- 東方見聞録（1993年、イメージファクトリーアイエム） - 権之助
- プロミスリング 鹿島アントラーズ物語（1993年、バンダイビジュアル）
- 香港黒社会 喧嘩組（1999年、ケイエスエス）
- 仮面ライダーW RETURNS 仮面ライダーエターナル（2011年、東映ビデオ） - ドクター・プロスペクト
- 極道の掟 第二章（2016年、オールインエンタテインメント）
- スペース・スクワッド ギャバンVSデカレンジャー（2017年、東映ビデオ） - マッドギャランの声[21]
- ガールズ・イン・トラブル スペース・スクワッド EPISODE ZERO（2017年、東映ビデオ） - マッドギャランの声

### 舞台
- JAC公演
  - スタントマン物語（1981年）
  - 柳生十兵衛 魔界転生（1981年）
  - ゆかいな海賊大冒険（1984年）
  - スタントマン愛の物語（1986年）
  - アドベンチャー 青春の出発（だびだち）（1986年）
  - 7人の戦士（1987年） - トップ
  - GEKITOTSU -幕末異聞- 服部半蔵VS坂本龍馬（1997年）
  - NOBUNAGA -戦国異聞-（1998年）
  - HIJIKATA -新撰組異聞-（1999年） - 土方歳三
  - TOKYO2050（2000年） - 鳴海隊長
  - KAMIKAZE（2001年） - 大西瀧治郎
  - 十二人の怒れる人々（2002年）
- Black JAC公演
  - マグニチュードイレブン（1984年）
  - 青い果実のエピローグ（1985年） - 風祭
  - 俺っちアウトロー（1986年）
  - マグニチュード愛'88（1988年） - 滝野
- つかこうへい事務所・RUP公演
  - 幕末純情伝 黄金マイクの謎（1989年・1990年） - 勝海舟
  - 熱海殺人事件（1990年） - 熊田留吉
  - 熱海殺人事件 オン・ザ・カントリー・ロード（1990年） - 熊田留吉
  - 幕末純情伝（1990年）
  - 飛龍伝'90 殺戮の秋（1990年） - 桂木純一郎
  - 熱海殺人事件〜ザ・ロンゲストスプリング（1991年） - 熊田留吉
  - リング・リング・リング〜女子プロレス純情物語（1992年）
  - 熱海殺人事件 傷だらけのジョニー（1992年） - 熊田留吉
  - 飛龍伝'92 ある機動隊員の愛の記録（1992年） - 桂木純一郎
  - 熱海殺人事件 オーソドックスバージョン（1993年） - 熊田留吉
  - 飛龍伝'94 いつの日か白き翼にのって（1994年） - 桂木純一郎
  - 蒲田行進曲完結編 銀ちゃんが逝く（1994年・1997年） - 中村屋喜三郎
  - 広島に原爆を落とす日（1997年）
  - 新・幕末純情伝（1998年） - 勝海舟
  - 寝盗られ宗介'98 徳川六代将軍・家宣の若き日の恋（1998年）
  - 蒲田行進曲（1999年・2000年） - 中村屋喜三郎
  - 二等兵物語〜怪盗ムーン（1999年）
  - 二代目はクリスチャン 緊急特別バージョン（1999年） - 村雨
  - 新・飛龍伝 私のザンパノ（2001年） - 桂木純一郎
  - 熱海殺人事件〜モンテカルロ・イリュージョン〜（2002年） - 速水健作
  - 幕末純情伝（2003年） - 勝海舟
  - 熱海殺人事件〜蛍が帰ってくる日〜（2003年）
  - 飛龍伝〜ダーティ・ハリー〜（2003年） - 桂木純一郎
  - 平壌から来た女刑事（2005年）
- SCARECROWS公演
  - 異人たちとの夏（1997年） - 原田英雄
  - 遙かなる幻影 〜伊東博文を暗殺した男〜（2000年） - 朝倉弁護士
  - 愚者には見えない ラマンチャの王様の裸（2004年）
  - 鶏の足（2009年）
  - The Terrible Humans -人原嫌い-（2010年）
- 演劇実践集団デスペラーズ公演
  - 煉獄の中（2004年）
  - 愚かものの記録 -罪を背負わず-（2005年）
  - 愚かものの記録（2007年）
- 月の子供（2007年、本多劇場）
- JAE公演
  - 遥かなるエデン（2007年）
  - 残侠 －ZANKYOU－（2010年）
- モンスタールーム〜大人たちの放課後〜（2008年、劇団ユニット☆磨心頑）
- 男の花道（2012年、ル・テアトル銀座）

### ラジオドラマ
- 青春アドベンチャー / スカラムーシュ（2009年、NHK-FM）